# Huntsville (Alabama)
Pour les articles homonymes, voir Huntsville et HSV.
Huntsville est une ville de l'Alabama et le siège du comté de Madison, aux États-Unis. La ville s'étend à l'ouest dans le comté voisin de Limestone. Sa population était de 180 105 habitants lors du recensement de 2010. La population dans l'agglomération est de 417 593 habitants. Huntsville est la quatrième plus grande ville de l'Alabama et la plus grande ville dans la zone urbaine de Huntsville-Decatur, dont la population en 2008 était de 545 770 habitants.
John Hunt s'y installa le premier en 1805. Mais l'endroit est baptisé Twickenham à la demande de LeRoy Pope en référence à la ville natale d'Alexander Pope. La commune est cependant renommée « Huntsville » le 25 novembre 1811 en référence à son premier colon. Elle s'est développée à partir des collines environnantes le long du Tennessee, des usines de textile, de tissage, puis d'armement venant successivement s'y implanter pour conférer à la cité son statut de grande ville, avec aujourd'hui le centre spatial de la NASA George C. Marshall ainsi qu'un complexe militaire situé à côté du Redstone Arsenal.

## Histoire

### Les premiers colons
Huntsville tient son nom d'un ancien combattant de la guerre d'indépendance des États-Unis, John Hunt, le premier colon des terres autour de Big Spring (en). À cette époque, l'Alabama était une partie du territoire du Mississippi que les amérindiens appelaient Ah-la-bama. Hunt n'a cependant pas correctement enregistré sa déclaration, et la zone a été achetée par LeRoy Pope, qui imposa le nom Twickenham sur ce lieu en l'honneur du village natal d'un lointain aïeul, Alexander Pope.
Twickenham a été soigneusement conçu avec des rues disposées du nord-est au sud-ouest en partant du « Big Spring ». La ville est cependant renommée Huntsville en raison du sentiment anti-anglais durant cette période et pour honorer John Hunt, qui avait été contraint de déménager au sud de la nouvelle ville.
John Hunt et Leroy Pope étaient tous deux francs-maçons et membres fondateurs de la loge Helion Lodge#1 (en).

### L'incorporation de 1811
Huntsville est la première ville incorporée en Alabama qui n'était alors qu'une partie du territoire du Mississippi. La naissance officielle de la cité est cependant fixée à 1805, l'année de l'arrivée de John Hunt. Le cent cinquantième anniversaire de la ville a eu lieu en 1955, et le bicentenaire en 2005.

### Les industries émergentes
La croissance rapide de la cité provient de la richesse générée par les industries cotonnière et ferroviaire. De nombreux riches planteurs originaires de Virginie, Géorgie et des Carolines se sont installés là. La première convention constitutionnelle d'Alabama s'est tenue en 1819 à Huntsville dans le grand atelier d'ébénisterie de Walker Allen. À la suite de la convention, l'Alabama avait une constitution et Huntsville devint sa première capitale, une mesure temporaire jusqu'à ce que le nouvel État intègre officiellement l'Union. La capitale fut ensuite déplacée dans un nouveau lieu temporaire à Cahawba. De nos jours, Montgomery est la capitale.

## Démographie
| 1840  | 1850  | 1860  | 1870  | 1880  | 1890  |
| ----- | ----- | ----- | ----- | ----- | ----- |
| 2 496 | 2 863 | 3 634 | 4 907 | 4 977 | 7 995 |

| 1900  | 1910  | 1920  | 1930   | 1940   | 1950   |
| ----- | ----- | ----- | ------ | ------ | ------ |
| 8 068 | 7 611 | 8 018 | 11 544 | 13 050 | 16 437 |

| 1960   | 1970    | 1980    | 1990    | 2000    | 2010    |
| ------ | ------- | ------- | ------- | ------- | ------- |
| 72 365 | 139 282 | 142 513 | 159 789 | 158 216 | 180 105 |

## Transports
Huntsville possède un aéroport (Huntsville International Airport, code AITA : HSV, code OACI : KHSV, code FAA : HSV) ainsi qu'un service de bus local par Huntsville Transit où s’effectue plusieurs itinéraires réguliers.

## Monuments
- La synagogue B'nai Sholom inaugurée en 1899, inscrite sur le Registre des monuments et du patrimoine de l'Alabama.
- L'église Sainte-Marie-de-la-Visitation, sa construction débute en 1861, puis achevée en 1877. L'église est protégée au Registre national des lieux historiques depuis le 22 septembre 1980.
- L'église de la Nativité, dont la construction a débuté en 1859. Elle a été déclarée National Historic Landmark en 1990.